# 蓟县构造期
蓟县构造期，简称蓟县期，是元古宙蓟县纪(14-10億年前)期间的构造期，在此期间，在今中国及周边地区发生了蓟县运动或称蓟县事件。

## 名称由来和别名
蓟县期是以蓟县纪命名的。蓟县纪是专门用于中国的地质年代，以天津蓟县命名，相当于国际地质科学联合会(2004)确定的中元古代延展纪(14-12億年前)和狭带纪(12-10億年前)的全部。在中国南方，习惯上把蓟县运动称为四堡运动，把蓟县期（常常再包括之前的长城期）称为四堡期，这是用福建连城县四堡镇命名的。蓟县运动（四堡运动）的别名还有武陵运动（湖南）、梵净山运动（贵州）、黑龙江运动（黑龙江）、皖南运动 (安徽）等。

## 构造活动
蓟县期的年代久远，目前只能对这期间的构造运动做粗略的描述。在蓟县期，构成后世中国大陆的地块处于离散状态，所属构造域与长城期相同。在此期间，由原始中朝板块分裂而成的古塔里木板块、古柴达木地块和古中朝板块继续分裂；秦别-大别地块（此时可能已经分裂成几个小地块）则开始出现碰撞、挤压现象。蓟县期构造运动最强烈的地方属于亲扬子构造域，在此期间，北扬子板块和南扬子板块（即湘桂地块）发生碰撞，形成江南碰撞带，从而拼合成统一的扬子板块。
其他地块在蓟县期或者比较稳定，或者资料不足难于判断其活动性。